# Новосел (Воденско)
Новосел е бивше село в Република Гърция, на територията на дем Воден (Едеса), област Централна Македония.

## География
Селото е било разположено на 2 km източно от Кронцелево.

## История
Новосел е българско село, която се разпада в края на XVIII век поради зулумите на разбойнически банди. Жителите му се изселват в Кронцелево.